# Emsersalt

Emsersalt är en blandning av koksalt och natriumkarbonat och är ett slemlösande medel. Saltet används till framställning av konstgjort emservatten och emsertabletter.
Emservatten är ett kolsyrevatten från mineralkällorna i kurorten Ems i Hessen-Nassau. Brusande emsersalt avregistrerades som läkemedel i Sverige år 1943.
Emser är även namnet på en tablettask. Den lanserades 1933 av Mazetti. Tabletterna, som är sockerpastiller innehållande cirka 2 procent naturligt eller konstgjort emsersalt, har sedan dess haft samma smak och utseende.